# Discografia di Al Bano
Questa pagina contiene la discografia del cantante italiano Al Bano.

## Album in studio
- 1967 - Al Bano (La voce del padrone, psq 048)
- 1968 - Il ragazzo che sorride (La voce del padrone, spsq 064)
- 1969 - Pensando a te (La voce del padrone, qelp 8188)
- 1970 - A cavallo di due stili (EMI Italiana, 3C062-17722)
- 1972 - 1972 (EMI Italiana, 3C062-17794)
- 1974 - Antologia 2 LP (EMI Italiana)
- 1997 - Concerto classico (Wea)
- 1998 - Il nuovo concerto - terza posizione in Austria
- 1999 - Ancora in volo (Wea, 3984 26730 2) - ristampa del CD Il nuovo concerto
- 1999 - Volare - My favorite italian songs (Wea, 3984 28377 2)
- 2001 - Canto al sole (Bmg, 74321 89748 2)
- 2002 - Carrisi canta Caruso (Bmg, 74321 96094 2)
- 2004 - La mia Italia (Edel)
- 2004 - Buon Natale - An italian Christmas with Al Bano Carrisi (Edel)
- 2005 - Le radici del cielo (Edel)
- 2007 - Cercami nel cuore della gente (Al Bano Carrisi Production/Halidon)
- 2008 - Buon Natale 2008 (Warner Music)
- 2008 - Dai il meglio di te... (Al Bano Carrisi Production)
- 2009 - L'amore è sempre amore (Warner Music)
- 2010 - The Great Italian Songbook (Koch Universal)
- 2011 - Amanda è libera (Azzurra Music)
- 2012 - Fratelli d'Italia (Mondadori)
- 2013 - Canzoni per la vita (Al Bano Carrisi Production)
- 2017 - Di rose e di spine

## Raccolte
- 1979 - Ricordi... Nel sole (Libra)
- 1997 - Verso il sole (Wea, 0630 18057 2)
- 2003 - I grandi successi di Al Bano (Gente)
- 2006 - Il mio Sanremo (Edel)
- 2006 - Collezione Italiana (EMI, 094635660326)
- 2008 - Con la musica nel cuore - allegato all'interno dell'omonimo libro (Mondadori)
- 2009 - Dialogo (MR Music/D.V. More Record)
- 2010 - Il più bel regalo di Natale (Azzurra Music)
- 2011 - The Best of (Azzurra Music)
- 2013 - Canta Sanremo (Artist First)
- 2014 - I capolavori di papà Al Bano (Klasse Uno Edizioni)
- 2015 - Vite coraggiose (Al Bano Carrisi Production Sas)
- 2016 - Cantiamo il Natale (Sony Music)

## Album dal vivo
- 2009 - Nel sole - Concerto dal vivo... e non solo (D.V. More Record)

## Singoli
- 1965 - La strada/Devo dirti di no (Fantasy, FS 1011)
- 1966 - Quando il sole chiude gli occhi/Il mondo dei poveri (La Voce del Padrone, MQ 2063)
- 1967 - Io di notte/Bianca di luna (La Voce del Padrone, MQ 2073)
- 1967 - Nel sole/Pensieri "P" 33 (La Voce del Padrone, MQ 2085)
- 1967 - L'oro del mondo/Io ho te (La Voce del Padrone, MQ 2103)
- 1968 - La siepe/Caro, caro amore (La Voce del Padrone, MQ 2122)
- 1968 - Il ragazzo che sorride/Musica (La Voce del Padrone, MQ 2129)
- 1968 - Mattino/Vecchio Sam (La Voce del Padrone, MQ 2151)
- 1969 - Pensando a te/Sensazione (La Voce del Padrone, MQ 2155)
- 1969 - Bianco Natale/Mille cherubini in coro (La Voce del Padrone, MQ 2167)
- 1969 - Mezzanotte d'amore/Mirella (La Voce del Padrone, MQ 2168)
- 1970 - Quel poco che ho/Storia di due innamorati (EMI Italiana, 3C006-1741; lato B con Romina Power)
- 1970 - Il suo volto Il suo sorriso/Nel silenzio (EMI Italiana, 3C006-17655)
- 1970 - Ave Maria/Il sogno di un bimbo (EMI Italiana, 3C006-17724)
- 1971 - 13, storia d'oggi/Il prato dell'amore (EMI Italiana, 3C006-17739)
- 1971 - E il sole dorme tra le braccia della notte/Umiltà (EMI Italiana, 3C006-17750)
- 1971 - 'na sera 'e maggio/Anema e core (EMI Italiana, 3C006-17780)
- 1971 - Core 'ngrato/O marenariello (EMI Italiana, 3C006-17781)
- 1971 - 'o sole mio/Guapparia (EMI Italiana, 3C006-17782)
- 1971 - Mamma Rosa/La zappa picca pane pappa (EMI Italiana, 3C006-17784)
- 1971 - La casa dell'amore/Mezzo cuore (EMI Italiana, 3C006-18000)
- 1972 - Taca taca banda/Notti di seta (EMI Italiana, 3C006-18001; lato A con Kocis, Taryn Power e Romina Power)
- 1972 - Nel mondo pulito dei fiori/Prima di dormire (EMI Italiana, 3C006-18002)
- 1973 - La canzone di Maria/Risveglio (EMI Italiana, 3C006-18013; pur avendo un numero di catalogo successivo, questo singolo venne pubblicato prima)
- 1973 - Storia di noi due/Lettera per te (EMI Italiana, 3C006-18003)
- 1974 - In controluce/Angeli senza Paradiso (EMI Italiana, 3C006-18004)
- 1974 - Addio alla madre/Aria te sciroccu (EMI Italiana, 3C006-18012)
- 1974 - Angelo di strada/Mieru, mieru (EMI Italiana, 3C006-18060)
- 1975 - Evasione o realtà/Il pianto degli ulivi (Libra, LBR 1202)

## Discografia italiana con Romina Power

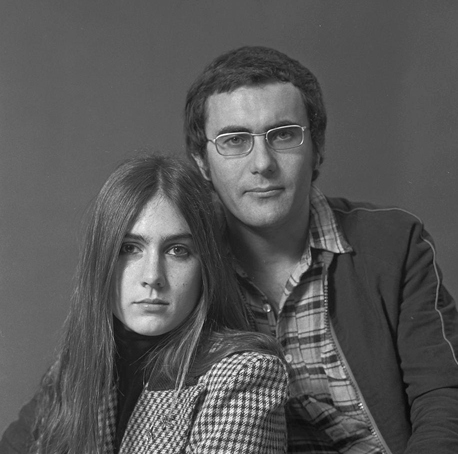
Al Bano & Romina Power (1976)

### Album in studio
| Anno | Titolo                   | Lingua   | Versioni  | Casa Discografica  |
| ---- | ------------------------ | -------- | --------- | ------------------ |
| 1975 | Atto I                   | Italiano | LP        | Libra              |
| 1978 | 1978                     | Italiano | LP        | Libra              |
| 1979 | Aria pura                | Italiano | LP        | Libra              |
| 1982 | Felicità                 | Italiano | CD/MC/LP  | Baby Records       |
| 1982 | Che angelo sei           | Italiano | CD/MC/LP  | Baby Records       |
| 1984 | Effetto amore            | Italiano | CD/MC/LP  | Baby Records       |
| 1986 | Sempre sempre            | Italiano | CD/MC/LP⁹ | WEA Italiana       |
| 1987 | Libertà!                 | Italiano | CD/MC/LP  | WEA Italiana       |
| 1988 | Fragile                  | Italiano | CD/MC/LP  | WEA Italiana       |
| 1990 | Fotografia di un momento | Italiano | CD/MC/LP  | Warner Music Italy |
| 1991 | Corriere di Natale       | Italiano | CD/MC/LP  | Warner Music Italy |
| 1993 | Notte e giorno           | Italiano | CD/MC/LP  | Warner Music Italy |
| 1995 | Emozionale               | Italiano | CD        | Warner Music Italy |
| 2020 | Raccogli l'attimo        | Italiano | CD        | Sony Music         |

### Raccolte

#### Raccolte ufficiali
- 1976 - Io con te (Emi)
- 1991 - Le più belle canzoni (Wea Records)
- 1992 - Vincerai (Wea Records)
- 1996 - Ancora...zugabe (Wea Records)

### Album dal vivo
- 2017 - Magic Reunion Live (Sony Music)

## Discografia fuori dall'Italia

### Discografia fuori dall'Italia da solista

#### Album
Australia
- 1970 - Pensando a te (Emi/The Master Voice)
- 1970 - Al Bano (Emi/The Master Voice)

Austria
- 1999 - Grazie (Meine Schönsten Lieder - Meine Größten Erfolge) (WEA – 8573-81299-2)
- 2010 - L'amore è sempre amore plus best of cd (Eq Music)
- 2010 - The Great Italian Songbook (Koch Universal)

Bulgaria
- 1975 - The golden orpheus festival '75 (Balkanton)

Germania
- 1999 - Grazie (Meine Schönsten Lieder - Meine Größten Erfolge) (WEA – 8573-81299-2)
- 2010 - The Great Italian Songbook (Koch Universal)
- 2011 - Weihnachten mit Al Bano (Tre colori)

Giappone
- 1996 - The Best of Al Bano (Wea)
- 1997 - Concerto classico - Verso il sole (Wea)

Grecia
- 2011 - Dyo fōnes mia psychī (Heaven Music)

Spagna
- 1969 - Si tú no estás...hay amor (EMI)
- 1973 - Su cara su sonrisa (EMI)
- 1987 - En español (EMI)
- 2008 - Todos sus grandes éxitos en español (Blanco Y Negro Music)
- 2009 - La mia opera (Blanco Y Negro Music)
- 2012 - Canta Italia (Blanco Y Negro Music)

### Discografia fuori dall'Italia con Romina Power

#### Album
Argentina
- 1996 - Amor sagrado (Wea Records)

Bulgaria
- 1984 - The golden orpheus festival '84 (Balkanton)

Francia
- 1976 - Des nuits entières (Carrere Records)
- 1982 - 13+3 (16 chanson 16 succès) (Carrere Records)

Germania
- 1983 - Amore mio (Baby Records)
- 1991 - Vincerai - Ihre grössten Erfolge (Wea Records)
- 1990 - Weihnachten bei uns zu Hause (Wea Records)
- 1996 - Ancora...zugabe (Wea Records)
- 2015 - The very best - Live aus Verona (Universal Music Group)

Polonia
- 2012 - Największe Przeboje
- 2014 - Przeboje Na Wagę Złota

Russia
- 2013 - Vacanze italiane (Al Bano Carrisi Production) - LP Limited Edition per Promo Russian Tour 2013

Spagna
- 1979 - Momentos (Libra Records)
- 1981 - Sharazan (EMI/Odeon)
- 1982 - Felicidad (Baby Records)
- 1982 - Cantan en español (Baby Records)
- 1986 - Siempre siempre (Wea Records)
- 1987 - Libertad (Wea Records)
- 1988 - Frágile (Wea Records)
- 1990 - Fotografía de un momento (Wea Records)
- 1991 - Navidad ha llegado (Wea Latina)
- 1992 - Vencerás - Sus grandes éxitos (Wea Records)
- 1993 - El tiempo de amarse (Wea Records)
- 1996 - Amor sagrado (WEA)
- 1997 - Grandes éxitos (Music Factory)

### Discografia fuori dall'Italia con duetti

#### Album
Russia
- 2005 - Al Bano I Ego Ledi
- 2005 - Al Bano I Ego Ledi 2

## Video

### Materiale video con Romina Power
- 1984 - Una magica notte bianca
- 1991 - Autoritratto
- 1993 - Unser Leben, Unsere Familie, Unsere Erfolge
- 1993 - L'America Perduta
- 1995 - Ein Leben in Musik
- 1996 - Una Vita Emozionale

### Materiale video solista
- 2002 - Canto al sole (Ganz privat: Mein neues leben, meine neuen lieder)
- 2005 - Al Bano I Ego Ledi
- 2008 - Todos sus grandes exitos en español
- 2009 - La mia opera

### Altro materiale video
- 2000 - Christmas at the Duomo - con Montserrat Caballé e Montserrat Martí